# リュング・オック・アンネルンド
リュング・オック・アンネルンド（スウェーデン語: Ljung och Annelund）は、スウェーデン・ヴェストラ・イェータランド県にある都市。ヘールユンガ市の南に位置する。

## 概要
街にはオールブスボリ鉄道のリュング駅があり、東部にはノッサン川と呼ばれる小さな川が流れている。町名のオックは、英語のandにあたるが、これは2015年にリュングとアンネルンドという2つの街が合併していることから来ている。また、県道182号やボロース方面へのバスなどが接続している。
東部のアンネルンド地区には、ヘールユンガ市で最も規模の大きい企業の一つであるトゥール＆アンデルソン (Tour & Andersson)があり、主に冷暖房用の配管製造で名を挙げたが、現在はイギリスのIMI社に吸収合併された。

## 出身者
- サムエル・ホルメン - 元スウェーデン代表サッカー選手。